# Leo Jaritz
Leo Jaritz (* 3. September 1908 in Wien, Österreich-Ungarn; † 11. August 1989 ebenda) war ein österreichischer Trompeter, Jazzmusiker, Komponist und Kapellmeister.

## Leben
Schon während seiner Ausbildung an der Wiener Musikakademie, die er 1932 abschloss, tourte Leo Jaritz mit einem Orchester durch Österreich. 1934 gründete er ein Tanzorchester und arbeitete fortan eng mit dem Rundfunk zusammen. Beim großen Jazzwettbewerb, der Konkurrenz um das 'Goldene Band' im Wiener Konzerthaus, wurde Leo Jaritz in den Jahren 1935, 1936 und 1937 dreimal in Folge mit dem Goldenen Band für die beste Jazzkapelle in großer Besetzung ausgezeichnet. Die Kapelle Leo Jaritz stand 1944 in der Gottbegnadeten-Liste des Reichsministeriums für Volksaufklärung und Propaganda.
Der typische Leo-Jaritz-Stil, fast symphonische Musikformen in großer Besetzung im unverfälschten Idiom des Swing vorzutragen, war für damalige Zeiten eher ungewöhnlich. So wurden beispielsweise Werke von Robert Schumann und Franz Liszt kurzerhand umarrangiert und zu den meistgespielten Jazzdarbietungen jener Zeit. Als Pionier der Jazzmusik in Österreich wird Leo Jaritz 1947 in dem Buch 'Triumph des Jazz' von Autor Jack Back bezeichnet.
Musikalisches Vorbild und persönlicher Freund von Leo Jaritz war der britische Jazzpianist und Bandleader Jack Hylton.
Die Jazzkapelle Leo Jaritz, die in der Ballsaison 1938 am Wiener Opernball ihr Debüt gab, sollte noch Jahrzehnte danach eine ständige Institution dieser Veranstaltung bleiben.
1966 wurde ihm das Goldene Verdienstzeichen der Republik Österreich verliehen, 1973 das Goldene Verdienstzeichen des Landes Wien und 1974 der Professorentitel.